# جليكوببتيد
جليكوببتيدات (بالإنجليزية: Glycopeptide)‏، هي الببتيدات التي تحتوي على جزء السكريات المرتبطة تساهميًا بالسلاسل الجانبية لمخلفات الأحماض الأمينية التي تشكل الببتيد.
على مر العقود القليلة الماضية، تم الاعتراف بأن الجلايسينات على سطح الخلية مرتبطة ببروتينات الغشاء أو البيد وتلك البروتينات السكرية تلعب دورا حاسما في علم الأحياء. على سبيل المثال ، تبين أن هذه التركيبات تلعب أدوارًا مهمة في الإخصاب، الجهاز المناعي، نمو الدماغ، نظام الغدد الصماء٬ والالتهابات.
يوفر تخليق الجليكوببتيدات تحقيقات بيولوجية للباحثين لتوضيح وظيفة الجليكان في الطبيعة والمنتجات التي لها تطبيقات علاجية وتكنولوجية حيوية مفيدة.

## تنوع ارتباط الجليكوببتيد

### المرتبطة بـ N
تستمد الجليكانات المرتبطة بـ (N) اسمها من حقيقة أن الجليكان مرتبط ببقايا الهليون، وهي من أكثر الروابط شيوعًا الموجودة في الطبيعة. على الرغم من أن غالبية الجليكان المرتبطين بـ (N) يتخذون شكل(GlcNAc-β-Asn) فقد تمت ملاحظة الروابط الهيكلية الأخرى الأقل شيوعًا مثل (GlcNac-α-Asn) و (Glc-Asn). بالإضافة إلى وظيفتها في طي البروتين والتعلق الخلوي، يمكن للجليكانات التي ترتبط بـ (N) أن تعدل وظيفة البروتين، في بعض الحالات تكون بمثابة مفتاح تشغيل.

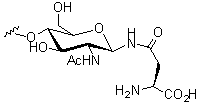
(GlcNAc-β-Asn)

### المرتبطة بـ O
تتشكل الجليكانات المرتبطة بـ (O) بواسطة رابطة بين سلسلة جانبية من الأحماض الأمينية هيدروكسيل عادة من سيرين أو ثريونين مع الجليكان. غالبية الجليكانات المرتبطة بـ (O) تأخذ شكل (GlcNac-β-Ser / Thr) أو شكل (GalNac-α-Ser Thr).

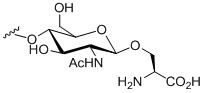
(GlcNac-β-Ser)

### المرتبطة بـ C
من بين الروابط الثلاثة الأقل شيوعًا والأقل فهمًا هي الجليكانات المرتبطة بـ (C). يشير الارتباط (C) إلى الارتباط التساهمي للمانوز بمخلفات التريبتوفان. مثل (α-mannosyl tryptophan).

## انظر ايضًا
غلكزة
تخليق الببتيد